# Бофор (замок)

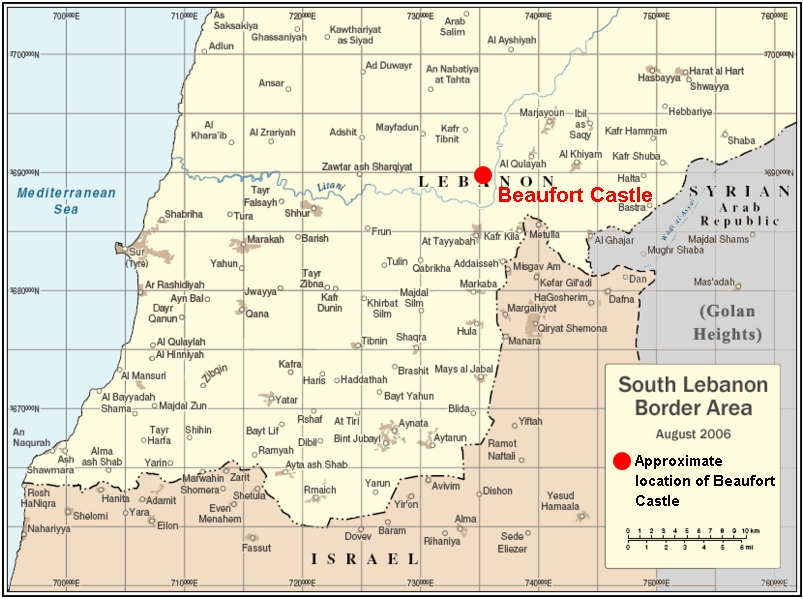
Местоположение Замка Бофор на карте, Ливан

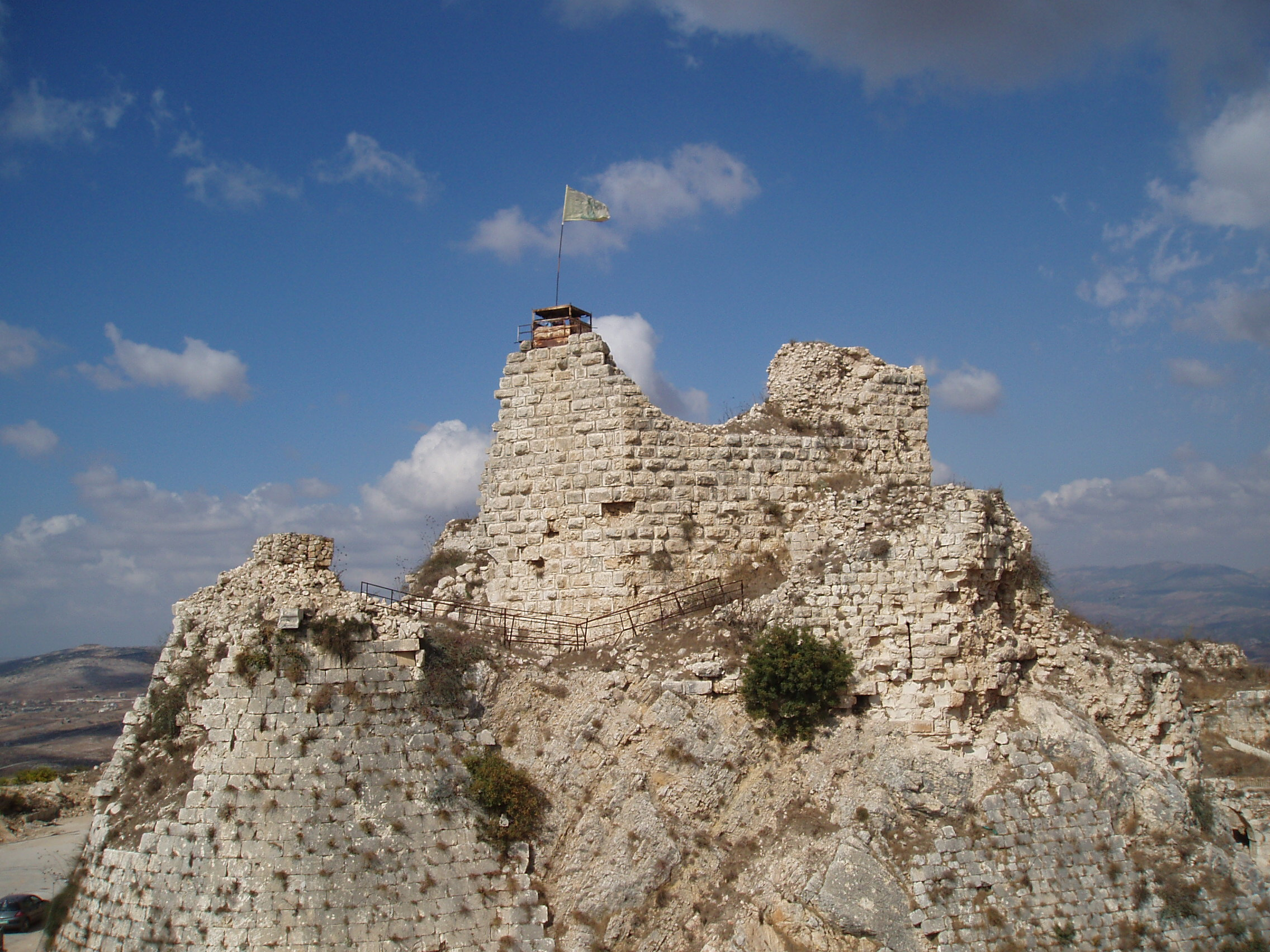
Замок Бофор 2007 г.

 Замок Бофор (Бельфор) (араб. قلعة الشقيف‎, Qala’at ash-Shqif, ивр. מבצר הבופור‎, Mivtsār hāBōfōr, англ. Beaufort, Belfort) — крепость крестоносцев.
Замок расположен в Набатее на юге Ливана, недалеко от горы Хермон над рекой Литани на расстоянии 100 км от Бейрута и в 1 км от деревни Арнуна. Он находится на высоте около 300 метров.
Построен в начале XII века крестоносцами. Назван по имени крепости Бельфор, запиравшей так называемые «Бургундские ворота».
В 1189 г. был осаждён Саладином.
22 апреля 1190 года был передан Саладину в рамках обмена на Реджинальда де Гранье. В 1240 г. замок Бофор был возвращен султаном Дамаска по имени Аль-Салих Исмаель. В 1260 г. был продан внуком Реджинальда ордену Тамплиеров.
В 1268 году Султан мамлюков Бейбарс I захватил замок, и после этого установилось относительное затишье на XIV—XVI века. В XVII веке принадлежал ливанскому принцу Факхр-аль-Дину II в результате его войны с Мурадом IV, султаном Османской империи, верхняя часть замка была полностью разрушена.
В 1782 г. губернатор Акры Ахмед Аль-Джаззар осадил крепость, захватили его и уничтожил многие оставшиеся укрепления. Землетрясения в 1837 уничтожило многие части замка, и он был использован в качестве карьера и приют для отар овец.
При поддержке Франции проводились реставрационные работы в период с 1920 по 1947 г. В период 1912—1947 годов развалины крепости неоднократно использовалась арабскими отрядами в качестве опорного пункта и импровизированного укрепления. С 1976 стал одной из баз Организации освобождения Палестины и его территория использовалась для ракетных обстрелов Израиля. В результате этого начиная с 1976 по 1980 годы замок подвергся ответным ударам со стороны Армии обороны Израиля.
7 июня 1982 года после начала Израилем операции «Мир в Галилее», замок Бофор был захвачен Армией обороны Израиля (ЦАХАЛ).
С 1982 по 2000 годы замок и прилегающие территории были использованы ЦАХАЛом как военная база, были построены фортификационные сооружения.
В 2000 году ЦАХАЛ покинул эту местность, укрепления и бункеры были взорваны, во время этого пострадал и замок.
После этого земли замка стали одной из баз организации Хезболла.

## В культуре
- В 2007 году в Израиле режиссёром Дж. Сидаром по книге Р. Лешема был снят одноимённый фильм, повествующий о последних днях израильского военного присутствия на территории замка.